# 士カイ (九真太守)
士 䵋（し かい、? - ?）は、中国後漢末期から三国時代の呉にかけての豪族。父は士賜（日南太守）。兄は士燮・士壱。弟は士武。

## 生涯
士䵋は徐聞県県令だったが、建安元年（196年）、苛政のために現地の人間から恨みを買っていた交州刺史の朱符（朱儁の子）が殺害される事件が起きた。交趾太守だった兄の士燮は混乱を収拾するため、士壱を合浦太守に、士䵋を九真太守に、士武を南海太守にすることを朝廷に上奏した。この上奏が認められ、士氏の勢力は交趾・合浦・九真・南海に広がった。
建安15年（210年）、江東の孫権が配下の歩騭を交州刺史に任じ歩騭の軍を交州に差し向けると、士䵋は士燮らと共に孫権に降伏した。孫権は士燮らの太守をそのまま据え置き、士䵋も九真太守に留め置かれた。
黄武5年（226年）、士燮が亡くなった。その後、甥の士徽らが呉に反乱して破れ、全員殺された。士䵋は兄の士壱や甥の士廞・士匡と共に死一等を免ぜられたものの、官位剥奪のうえで庶民に落とされた。
数年後、士䵋は兄の士壱と共に法を犯したとして誅殺されたという。